# 平井寺トンネル有料道路

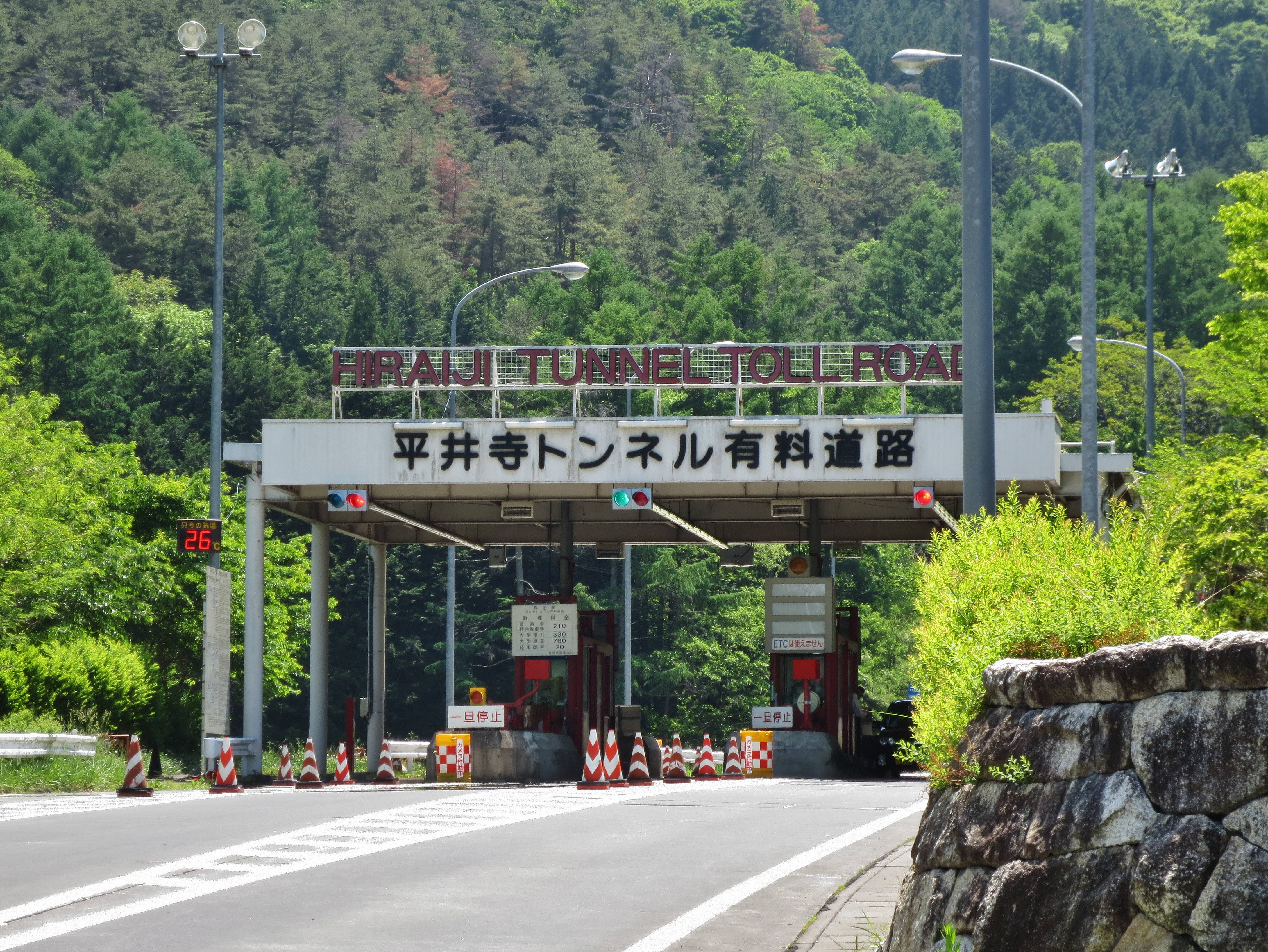
料金所

平井寺トンネル有料道路（ひらいじトンネルゆうりょうどうろ）は、かつて長野県上田市にあった一般有料道路。上田市古安曽から東内までの区間を有料道路区間として、1988年（昭和63年）8月25日に供用を開始したのち、2018年（平成30年）8月25日に無料開放された。

## 概要

### 路線データ
出典による。
- 路線名 長野県道65号上田丸子線
- 延長 1,775.3m
  - うちトンネル1,381m、橋梁1か所（16m）
- 道路区分 第3種第3級
- 道路の幅員 - 車線幅員6.0m（2車線）
- 設計速度 - 50km/h（制限速度40km/h）
- 事業費 44億1,000万円
- 料金（普通車） 210円
- 管理事務所 平井寺トンネル有料道路管理事務所（〒386-1213 長野県上田市古安曽286-1）